# ألكسندرا ماري هيرشي
أليكس هيرشي (بالإنجليزية: Alexandra Mary Hirschi)‏ (من مواليد 21 سبتمبر 1985، والمعروفة باسم "Supercar Blondie") هي إحدى مشاهير وسائل التواصل الاجتماعي ومقدمة ومدونة فيديو أسترالية. اشتهرت بمقاطع الفيديو الخاصة بالسيارات والتي تنشرها بشكل منتظم على فيسبوك وإنستغرام ويوتيوب. تضم صفحتها على فيسبوك أكثر من 22 مليون متابع، ولها على إنستغرام أكثر من 6 ملايين متابع، ولديها أكثر من 8.28 مليون مشترك على يوتيوب. ووفقًا لشركة (سوشيال بيكرز [الإنجليزية]) كانت صفحتها على فيسبوك هي الصفحة الأسرع نموًا على مستوى العالم في عام 2018.

## الحياة الشخصية
ولدت هيرشي في بريزبان في أستراليا وكان لديها شغف بالسيارات منذ سن مبكرة. أول سيارة تمتلكها هي ميتسوبيشي لانسر. درست هيرشي الصحافة والأعمال في جامعة كوينزلاند للتقنية قبل الانتقال إلى دبي عام 2008. عملت ولمدة 9 سنوات كمذيعة أخبار ومقدمة برنامج إذاعي حواري على عين دبي 103.8، حيث أجرت مقابلات مع العديد من المشاهير بما في ذلك جون ترافولتا وجيك جيلنهال وليام نيسون. وفي عام 2018، تركت البرنامج الإذاعي وأصبحت مؤثرة بدوام كامل على وسائل التواصل الاجتماعي.

## المسيرة المهنية
تستفيد علامات السيارات الفاخرة مثل بوغاتي وفيراري من وجودها على وسائل التواصل الاجتماعي للترويج لمنتجاتها. تقدم هيرشي نفسها كصانعة محتوى بدلاً من كونها صحفية متخصصة في السيارات، وتعرض "رؤية متعمقة لثقافة السيارات الفاخرة وتجربة قيادتها بطريقة مرحة وسلسة." تساهم أيضًا في توسيع الجمهور المستهدف لهذه الفئة من السيارات كونها من النساء القلائل في هذا المجال.
صنفتها مجلة Arabian Business في مارس 2018 ضمن قائمة أكثر 50 امرأة تأثيرًا في العالم العربي، وفي عام 2019 تم ترشيحها كواحدة من أكثر 30 امرأة تأثيرًا في العالم العربي. كذلك، منحتها مجلة Esquire Magazine Middle East لقب شخصية العام المؤثرة في مارس 2018.
ظهرت في برنامج السيارات الألماني GRIP Das Automagazin على قناة RTL II في 10 يونيو 2018، حيث شاركت في تقديم حلقة خاصة تناولت سيارة بوغاتي L'Or Blanc وفيراري La Ferrari Aperta.
وفي يناير 2019، أعلنت مجلة Broadcasting & Cable عن تقديمها لبرنامجها التلفزيوني الجديد Car Crews، الذي يُعرض على قناة Insight TV ويتناول استكشاف ثقافات السيارات المتنوعة في الولايات المتحدة.
ظهرت في الفيلم الروائي باتمان (1989) وهي تقود سيارة الوطواط الرسمية.
في عام 2020، حصلت على جائزة Shorty كأفضل يوتيوبر صاعد.

## فيلموغرافيا

### التلفزيون
| عام                   | الفيلم    | الوظيفة         | ملاحظات     |
| --------------------- | --------- | --------------- | ----------- |
| 2018                  | Grip      | نفسها           | الحلقة: دبي |
| 2019                  | Top Gear  | نفسها           | الحلقة: دبي |
| 2019 إلى الوقت الحاضر | كار كيروس | المضيفة / نفسها | 6 حلقات     |

## روابط خارجية
- الموقع الرسمي